# Казанский вокзал
Каза́нский вокза́л (до 1912 года — Рязанский) — железнодорожный вокзал, пассажирский терминал железнодорожной станции Москва-Пассажирская-Казанская. Один из десяти железнодорожных вокзалов Москвы. Входит в Московскую региональную дирекцию Дирекции железнодорожных вокзалов — филиал ОАО «РЖД». По состоянию на февраль 2019 года с вокзала отправляется более 40 пассажирских поездов дальнего следования; 163 пригородных электропоезда по будням и 142 по выходным. Казанский вокзал является местом международного почтового обмена с функционирующей таможней и имеет почтовый индекс 102900 для таможенной зоны и 102000 для вокзала в целом.
Первое здание вокзала было построено в 1862—1864 годах для Рязанской железной дороги, с 1894 года также и для Казанской железной дороги. Строительство современного здания Казанского вокзала началось в 1913 году и закончилось в 1940 году. Здание выстроено в стиле модерн Алексеем Щусевым с авторским коллективом. В 1950-х годах был достроен зал пригородного сообщения, который был соединён со станцией метро «Комсомольская». В 1987—1997 годах здание реконструировано: обновлён облик, расширены и перепланированы внутренние помещения, сооружены крыши над перронами, здание оснащено современными техническими средствами.

## Название
Первоначально вокзал назывался Рязанским. Это связано с названием общества Московско-Рязанской железной дороги — компании, возникшей в 1856 году как Московско-Саратовская железная дорога. В 1912 году Москва получила связь по железной дороге с Казанью. В связи с этим вокзал был переименован в Казанский. Однако, ещё около двадцати лет использовались оба названия.

## История
Первое здание вокзала, который тогда назывался Рязанским, было деревянным и открылось в 1862 году. Первый поезд по маршруту Москва — Коломна ушёл с Рязанского вокзала 20 июля 1862 года. Железную дорогу открыли с недоделками, из вагонов приходилось выпрыгивать, а дам выносить на руках. В 1864 году было построено каменное здание вокзала (автор проекта первоначального здания вокзала — архитектор Матвей Левестам. Это было небольшое здание, имевшее общую крышу с дебаркадером над путями и платформами. Над входом высилась башня с часами. Вокзал был тесным и неудобным, а его архитектура была скромной. С тех времён сохранилось только одноэтажное здание веерного депо в итальянском стиле. Здание много раз перестраивали, и когда в 1893 году открылась Московско-Казанская железная дорога, а пассажиропоток сильно возрос, потребовалось строительство нового вокзального здания, способного вмещать в себя большее количество пассажиров. Однако, только в 1910 году правление акционерного общества Московско-Казанской железной дороги приняло решение о постройке нового здания. По условиям объявленного конкурса, его участники должны были сделать проект «ворот на Восток», которые должны символизировать связь Европы и Азии. В нём приняли участие академики архитектуры Фёдор Шехтель (автор Ярославского вокзала), Алексей Щусев и художник Е. Н. Фелейзен. Проекты Шехтеля и Щусева были похожи благодаря присутствующей в обоих проектах живописной группировке различных объёмов, но Щусев в своём проекте применил более тёплые и красочные мотивы московского барокко. В результате правление выбрало проект Щусева. 29 октября 1911 года Щусев был официально утверждён главным архитектором строительства нового вокзала. Архитектор предложил проект в национально-романтическом стиле с элементами неорусского стиля и искусства Востока. Весной 1912 года Щусев приступил к работе над усовершенствованием проекта. Окончательный проект был утверждён 12 ноября 1913 года.
Строительство началось в 1913 году и затмило размахом все остальные стройки московских вокзалов. На строительство Правлением дороги, во главе с Николаем Карловичем фон Мекком, были отпущены значительные средства, и были призваны лучшие архитекторы, инженеры и художники России. В создании интерьеров Казанского вокзала участвовали Николай Рерих, Александр Бенуа, Борис Кустодиев, Евгений Лансере, Зинаида Серебрякова. В 1914—1915 закончилась закладка фундаментов, строились котельная, багажное отделение, главный вход с башней. Однако во время Первой мировой войны строительство неоднократно останавливали, и лишь к зиме 1916/1917 годов удалось построить крышу. В 1919 году здание было сдано в эксплуатацию в упрощённом виде. В 1926 году был завершён первый этап строительства и отделки. В 1940 году был окончен последний этап строительства, однако многие планы Щусева остались неосуществленными.
Ещё в самом начале строительства Щусев настоял на устройстве часов с боем и заказал для них в Петербурге бронзовые знаки зодиака, самостоятельно выполнив для них рисунки. Однако часы были пущены только в 1923 году и проработали до осени 1941 года, когда от разрыва фугасной бомбы колокол был сброшен. Колокол был возвращен обратно в 70-х годах.
- Здание Казанского вокзала
- Казанский вокзал до 1913 г.
- Центральная часть Рязанского вокзала. С открытки
- Казанский вокзал в 1920-е годы

В 1935 году в бывшее багажное отделение был встроен выход со станции метро «Комсомольская». В 1950-х годах был построен (открыт 28 января 1959 года) подземный зал пригородного сообщения, который был соединён с вестибюлем станции метро. Также планировалось соорудить собственный выход станции метро «Комсомольская»-кольцевая (построенной также по проекту Алексея Щусева), выходящий в здание Казанского вокзала, однако проект так и не был осуществлён, и с этой станции на вокзал можно попасть через вестибюль радиальной станции.
В 1970-е годы была проведена реконструкция вокзала, в ходе которой пропускная способность вокзала была увеличена. Строительные работы продолжалась и в 1980-е годы. В результате был обновлён облик здания, расширены и перепланированы внутренние помещения, сооружены крыши над перронами, здание оснащено современными техническими средствами. Также были построены подземный переход под всеми путями станции от Комсомольской площади до Новорязанской улицы, дебаркадер над платформами, новые корпуса на Рязанском проезде и Новорязанской улице (в том числе Царская башня), созданные на основе чертежей Щусева. Полностью реконструкция завершилась лишь в 1997 году, к 850-летию Москвы.

В 2003 году был закрыт подземный переход под путями Казанского вокзала (долгие годы был заброшен, 1 ноября 2020 года переход вновь открыт после ремонта). В 2010 году в Царской башне была открыта галерея народного художника России Дмитрия Белюкина. В 2012 году на перронах было сооружено наземное двухэтажное здание для пригородного сообщения.
- Подземный переход под путями Казанского вокзала
- Вход в подземный переход, с 1 пути для поездов дальнего следования
- Вместо подземного перехода маломобильным пассажирам предлагается пройти через здание вокзала
- Пешеходный тоннель под вокзалом после реконструкции
- Табличка с указанием платформы в подземном тоннеле. Выход из подземного перехода на вокзал не допускается

## Архитектура
Казанский вокзал — сложная композиция, в которой нарочито нарушена симметрия и в которой разновеликие массы архитектурных объёмов соединены друг с другом. Архитектор, желая согласовать постройку с двумя уже имевшимися построенными и в то же время придать ей индивидуальность, представил вытянутые в линию корпуса с разнообразными по функциям помещениями в виде различных по высоте, ширине и ритмике объёмов с островерхими кровлями, часовой башенкой и высокой угловой ярусной башней над основанием в виде арочного проезда. В результате вокзал кажется исторически сложившимся в течение многих лет комплексом, а не решённым одним архитектором по единому проекту.
При таком развитии композиции было важно добиться зрительного единства. Эту функцию выполняет многоярусная башня, сдвинутая почти к углу и являющаяся доминантой всего сооружения, которая органически связывает вокзальные фасады. Башня Казанского вокзала стилизована под башню Сююмбике Казанского кремля. Щусев взял эту башню за основу, однако изменил пропорции ярусов, в частности, нижний сделан более объёмным. Венчает башню шпиль с драконом Зилантом, который был изображён на древнем гербе Казани. В 1966 году дракон-флюгер, смонтированный на высоте 70 метров над землёй, был отремонтирован и позолочен; его высота 2,7 м, вес 250 кг. Вокзальная башня имеет много общего и с Боровицкой башней Московского Кремля.
На фасаде здания установлены часы со знаками зодиака на циферблате, работы часового мастера В. Пушкарева. Часовая башня цитирует образ часовой башни собора св. Марка в Венеции. Левая башня вокзала копирует знаменитую Кутафью башню Московского Кремля. На главном фасаде (по бокам входа в метро) размещён редчайший образец ранней послереволюционной геральдики — серп и молот с пшеничным колосом..
В интерьере наиболее выразителен зал ресторана, которому был придан вид трапезной палаты времён московского барокко. Зал огромен, его свод богато декорирован. В оформлении присутствуют белоснежные с позолотой детали, живописные вставки, лепнина, встроенные в простенки зеркала. Особую роль здесь играет живопись (художник Е. Е. Лансере), благодаря которой зрительно расширяется пространство зала. Впечатления современников переданы И. Ильфом и Е. Петровым в романе «Двенадцать стульев»:
Ни на одном из восьми остальных вокзалов Москвы нет таких обширных и высоких помещений, как на Рязанском. Весь Ярославский вокзал, с его псевдорусскими гребешками и геральдическими курочками, легко может поместиться в большом буфете-ресторане Рязанского вокзала.
Новые корпуса, построенные в ходе реконструкции 1987—1997 годов (к югу от зала ресторана), отличаются от запроектированных Щусевым, но органично вписались в ансамбль всего сооружения. Вокзалу была придана П-образная планировка, над путями появились волнистая крыша-навес и новый зал ожидания с восточной стороны. В 2010 году на платформах был построен трёхэтажный пригородный вокзал.
- Бывший ресторанный зал, ныне — бизнес-зал ожидания
- Модель вокзального комплекса
- Зал официальных лиц и делегаций
- Почтовая марка СССР, 1947 год
- Памятная монета Банка России — 3 рубля, серебро, 2007 год
- Марка Почты России, часы Казанского вокзала — 20 рублей, 2014 год

## Интересные факты
- Персонал вокзала в 2019 году — 477 сотрудников, большая часть из которых задействована на входном контроле[22].
- Первые в Советской России сотрудники железнодорожной милиции появились 18 февраля 1919 года на Казанском вокзале, теперь эта дата отмечается как день основания транспортной полиции в России[23].
- Пассажиропоток Казанского вокзала равен около 1,4 тыс. человек/час[24].
- Начальник Казанского вокзала с сентября 2013 года по февраль 2016 года — Сергей Донецкий. Осуждён к 2 годам колонии строгого режима и штрафу в 2,5 млн рублей за получение взяток от арендаторов вокзальной территории на сумму свыше 3 млн рублей[25][26].
- До 2015 года на Казанском вокзале работал киоск «Жди меня», где также можно было оставить заявку на поиск человека[27].
- Казанский вокзал — один из немногих вокзалов в России, где есть своя экскурсионная служба[28].
- Территория вокзала вместе с платформами составляет более 100000 м², это один из крупнейших вокзалов в Европе[28].

## В кинематографе
- «Девушка с коробкой» (1927)
- «Путёвка в жизнь» (1931)
- «Испытание верности» (1954)
- «Баламут» (1978)
- «Отпуск за свой счёт» (1981)
- «Змеелов» (1985)
- «За последней чертой» (1991)
- «Белка и Стрелка. Звёздные собаки» (2010)
- «Конвой» (2012)